# Bartolomeo Gozadori
Bartolomeo Gozadori (Mantova, 1360/1365 – Padova, 1405) è stato un medico italiano.

## Biografia
Nato e cresciuto a Mantova, concluse la sua formazione a Padova, ove ottenne la laurea in arti nel 1386 e in medicina nel 1392. Qui ebbe modo di studiare e di entrare in contatto con personalità quali Marsilio Santasofia, Giacomo Zanetini e Pietro Tomasi.
Naturalizzato cittadino padovano, entrò nel Collegio dei dottori di arti e medicina, del quale divenne priore nel 1396. Ottenuta la cattedra di medicina, continuò allo stesso tempo ad esercitare la professione medica. La sua attività lo portò ad ingaggiare polemiche con diversi suoi colleghi.Tra i suoi scritti i principali furono di medicina pratica, ma compose anche diversi versi latini, andati perduti, e alcune orazioni accademiche.
Morì a Padova nel 1405, in occasione della pestilenza scoppiata durante l'assedio di Padova nella guerra intrapresa da Venezia contro i Carraresi, lasciando in eredità al figlio minorenne Giovanni Francesco il suo patrimonio immobiliare e la sua biblioteca personale, composta principalmente da volumi di medicina, chirurgia e logica e da qualche testo letterario e teologico.